# A Fülöp-szigetek a 2000. évi nyári olimpiai játékokon
A Fülöp-szigetek az ausztráliai Sydneyben megrendezett 2000. évi nyári olimpiai játékok egyik részt vevő nemzete volt. Az országot az olimpián 9 sportágban 20 sportoló képviselte, akik érmet nem szereztek.

## Atlétika
Férfi
| Versenyző          | Versenyszám    | Előfutam | Előfutam | Előfutam | Döntő   | Döntő    |
| Versenyző          | Versenyszám    | Idő      | Hely.    | Össz.    | Idő     | Helyezés |
| ------------------ | -------------- | -------- | -------- | -------- | ------- | -------- |
| Eduardo Buenavista | 3000 m akadály | 9:13,71  | 14.      | 37.      | kiesett | kiesett  |

Női
| Versenyző              | Versenyszám | Előfutam | Előfutam | Előfutam | Negyeddöntő | Negyeddöntő | Negyeddöntő | Elődöntő | Elődöntő | Elődöntő | Döntő   | Döntő    |
| Versenyző              | Versenyszám | Idő      | Hely.    | Össz.    | Idő         | Hely.       | Össz.       | Idő      | Hely.    | Össz.    | Idő     | Helyezés |
| ---------------------- | ----------- | -------- | -------- | -------- | ----------- | ----------- | ----------- | -------- | -------- | -------- | ------- | -------- |
| Lerma Bulauitan-Gabito | 100 m       | 12,08    | 5.       | 58.      | kiesett     | kiesett     | kiesett     | kiesett  | kiesett  | kiesett  | kiesett | kiesett  |

## Evezés
Férfi
| Versenyző          | Versenyszám  | Előfutam | Előfutam | Vigaszág | Vigaszág | Elődöntő | Elődöntő | Elődöntő | Döntő | Döntő   | Döntő | Helyezés |
| Versenyző          | Versenyszám  | Idő      | Hely.    | Idő      | Hely.    | Típus    | Idő      | Hely.    | Típus | Idő     | Hely. | Helyezés |
| ------------------ | ------------ | -------- | -------- | -------- | -------- | -------- | -------- | -------- | ----- | ------- | ----- | -------- |
| Benjamin Tolentino | Egypárevezős | 7:29,86  | 4.       | 7:29,03  | 4.       | C/D      | 7:29,86  | 4.       | D     | 7:22,31 | 1.    | 18.      |

## Íjászat
Női
| Versenyző     | Versenyszám | Selejtező | Selejtező | 64-es főtábla                          | 32-es főtábla     | Nyolcaddöntő      | Negyeddöntő       | Elődöntő          | Döntő             | Helyezés |
| Versenyző     | Versenyszám | Pont      | Kiemelt   | Ellenfél Eredmény                      | Ellenfél Eredmény | Ellenfél Eredmény | Ellenfél Eredmény | Ellenfél Eredmény | Ellenfél Eredmény | Helyezés |
| ------------- | ----------- | --------- | --------- | -------------------------------------- | ----------------- | ----------------- | ----------------- | ----------------- | ----------------- | -------- |
| Jennifer Chan | Egyéni      | 613       | 52.       | Elif Altınkaynak (TUR) (13.) · 143-160 | kiesett           | kiesett           | kiesett           | kiesett           | kiesett           | 59.      |

## Lovaglás
Díjugratás
| Versenyző    | Ló        | Versenyszám | Selejtező | Selejtező | Selejtező | Selejtező | Selejtező | Selejtező | Selejtező | Selejtező | Döntő   | Döntő   | Döntő   | Döntő   | Végeredmény | Végeredmény |
| Versenyző    | Ló        | Versenyszám | 1. kör    | 1. kör    | 2. kör    | 2. kör    | 2. kör    | 3. kör    | 3. kör    | 3. kör    | 1. kör  | 1. kör  | 2. kör  | 2. kör  | Végeredmény | Végeredmény |
| Versenyző    | Ló        | Versenyszám | Bünt.     | Hely.     | Bünt.     | Össz.     | Hely.     | Bünt.     | Össz.     | Hely.     | Bünt.   | Hely.   | Bünt.   | Hely.   | Bünt.       | Helyezés    |
| ------------ | --------- | ----------- | --------- | --------- | --------- | --------- | --------- | --------- | --------- | --------- | ------- | ------- | ------- | ------- | ----------- | ----------- |
| Toni Leviste | Ghandy 10 | Egyéni      | 14,75     | 47.       | 20,75     | 35,50     | 61.       | 20,00     | 55,50     | 61.       | kiesett | kiesett | kiesett | kiesett | kiesett     | kiesett     |

## Műugrás
Férfi
| Versenyző      | Versenyszám    | Selejtező | Selejtező | Elődöntő | Elődöntő | Döntő   | Döntő    |
| Versenyző      | Versenyszám    | Pont      | Helyezés  | Pont     | Helyezés | Pont    | Helyezés |
| -------------- | -------------- | --------- | --------- | -------- | -------- | ------- | -------- |
| Zardo Domenios | Egyéni műugrás | 300,42    | 44.       | kiesett  | kiesett  | kiesett | kiesett  |

Női
| Versenyző        | Versenyszám    | Selejtező | Selejtező | Elődöntő | Elődöntő | Döntő   | Döntő    |
| Versenyző        | Versenyszám    | Pont      | Helyezés  | Pont     | Helyezés | Pont    | Helyezés |
| ---------------- | -------------- | --------- | --------- | -------- | -------- | ------- | -------- |
| Sheila Mae Pérez | Egyéni műugrás | 223,65    | 32.       | kiesett  | kiesett  | kiesett | kiesett  |

## Ökölvívás
| Versenyző       | Versenyszám  | Selejtező                      | Nyolcaddöntő                | Negyeddöntő       | Elődöntő          | Döntő             | Helyezés |
| Versenyző       | Versenyszám  | Ellenfél Eredmény              | Ellenfél Eredmény           | Ellenfél Eredmény | Ellenfél Eredmény | Ellenfél Eredmény | Helyezés |
| --------------- | ------------ | ------------------------------ | --------------------------- | ----------------- | ----------------- | ----------------- | -------- |
| Danilo Lerio    | Papírsúly    | erőnyerő                       | Rafael Lozano (ESP) · 15-17 | kiesett           | kiesett           | kiesett           | 9.       |
| Arlan Lerio     | Légsúly      | Jackson Asiku (UGA) · RSC      | Andrzej Rżany (POL) · 18-18 | kiesett           | kiesett           | kiesett           | 9.       |
| Larry Semillano | Könnyűsúly   | Andrij Kotelnik (UKR) · 1-16   | kiesett                     | kiesett           | kiesett           | kiesett           | 17.      |
| Romeo Brin      | Kisváltósúly | Szjarhej Bikovszki (BLR) · 5-8 | kiesett                     | kiesett           | kiesett           | kiesett           | 17.      |

RSC - a játékvezető megállította a mérkőzést

## Sportlövészet
Női
| Versenyző   | Versenyszám | Selejtező | Selejtező | Döntő   | Döntő    |
| Versenyző   | Versenyszám | Pont      | Helyezés  | Pont    | Helyezés |
| ----------- | ----------- | --------- | --------- | ------- | -------- |
| Jasmin Luis | Légpuska    | 384       | 44.*      | kiesett | kiesett  |

* - egy másik versenyzővel azonos eredményt ért el

## Taekwondo
Férfi
| Versenyző      | Versenyszám | Selejtező                         | Negyeddöntő                     | Elődöntő          | Vigaszág negyeddöntő | Vigaszág elődöntő | Bronz- mérkőzés   | Döntő             | Helyezés |
| Versenyző      | Versenyszám | Ellenfél Eredmény                 | Ellenfél Eredmény               | Ellenfél Eredmény | Ellenfél Eredmény    | Ellenfél Eredmény | Ellenfél Eredmény | Ellenfél Eredmény | Helyezés |
| -------------- | ----------- | --------------------------------- | ------------------------------- | ----------------- | -------------------- | ----------------- | ----------------- | ----------------- | -------- |
| Roberto Cruz   | Légsúly     | Gabriel Sagastume (GUA) · 4- (-1) | Gabriel Taraburelli (ARG) · 5-7 | kiesett           |                      |                   |                   |                   | 8.       |
| Donald Geisler | Váltósúly   | Roman Livaja (SWE) · 4-4          | kiesett                         | kiesett           |                      |                   |                   |                   | 11.      |

Női
| Versenyző       | Versenyszám | Selejtező                | Negyeddöntő                | Elődöntő          | Vigaszág negyeddöntő          | Vigaszág elődöntő         | Bronz- mérkőzés   | Döntő             | Helyezés |
| Versenyző       | Versenyszám | Ellenfél Eredmény        | Ellenfél Eredmény          | Ellenfél Eredmény | Ellenfél Eredmény             | Ellenfél Eredmény         | Ellenfél Eredmény | Ellenfél Eredmény | Helyezés |
| --------------- | ----------- | ------------------------ | -------------------------- | ----------------- | ----------------------------- | ------------------------- | ----------------- | ----------------- | -------- |
| Eva Marie Ditan | Légsúly     | Döndü Güvenc (TUR) · 1-6 | kiesett                    | kiesett           |                               |                           |                   |                   | 10.      |
| Jasmin Strachan | Pehelysúly  | erőnyerő                 | Trần Hiếu Ngân (VIE) · 3-8 |                   | Cheryl-Ann Sankar (TRI) · 5-5 | Hamide Bikçin (TUR) · 3-9 | kiesett           |                   | 5.       |

## Úszás
Férfi
| Versenyző          | Versenyszám  | Előfutam | Előfutam | Előfutam | Döntő   | Döntő    |
| Versenyző          | Versenyszám  | Idő      | Hely.    | Össz.    | Idő     | Helyezés |
| ------------------ | ------------ | -------- | -------- | -------- | ------- | -------- |
| Miguel Mendoza     | 400 m gyors  | 4:00,66  | 5.       | 36.      | kiesett | kiesett  |
| Juan Carlos Piccio | 1500 m gyors | 15:51,57 | 1.       | 34.      | kiesett | kiesett  |
| Juan Carlos Piccio | 400 m vegyes | 4:30,17  | 4.       | 37.      | kiesett | kiesett  |

Női
| Versenyző          | Versenyszám | Előfutam | Előfutam | Előfutam | Elődöntő | Elődöntő | Elődöntő | Döntő   | Döntő    |
| Versenyző          | Versenyszám | Idő      | Hely.    | Össz.    | Idő      | Hely.    | Össz.    | Idő     | Helyezés |
| ------------------ | ----------- | -------- | -------- | -------- | -------- | -------- | -------- | ------- | -------- |
| Marie-Lizza Danila | 100 m hát   | 1:06,48  | 1.       | 37.      | kiesett  | kiesett  | kiesett  | kiesett | kiesett  |
| Jenny Guerrero     | 100 m mell  | 1:15,14  | 8.       | 35.      | kiesett  | kiesett  | kiesett  | kiesett | kiesett  |
| Jenny Guerrero     | 200 m mell  | 2:38,10  | 2.       | 31.      | kiesett  | kiesett  | kiesett  | kiesett | kiesett  |